# St. Andreas (Schlegelsreit)

St. Andreas in Schlegelsreit

Die römisch-katholische Filialkirche St. Andreas in Schlegelsreit, einem Gemeindeteil des Marktes Velden im niederbayerischen Landkreis Landshut, ist eine schlichte spätgotische Saalkirche aus dem 15. Jahrhundert. Bereits in einer Pfarrbeschreibung von 1740 wird in Reith (heute Schlegelsreit) ein Altar zu Ehren des heiligen Andreas (Gedenktag: 30. November) erwähnt, der bis heute Patron der Kirche ist. Sie ist als Baudenkmal mit der Nummer D-2-74-183-73 beim Bayerischen Landesamt für Denkmalpflege eingetragen. Schlegelsreith ist eine Filiale der Pfarrei Velden im Dekanat Geisenhausen des Erzbistums München und Freising.

## Architektur

### Außenbau

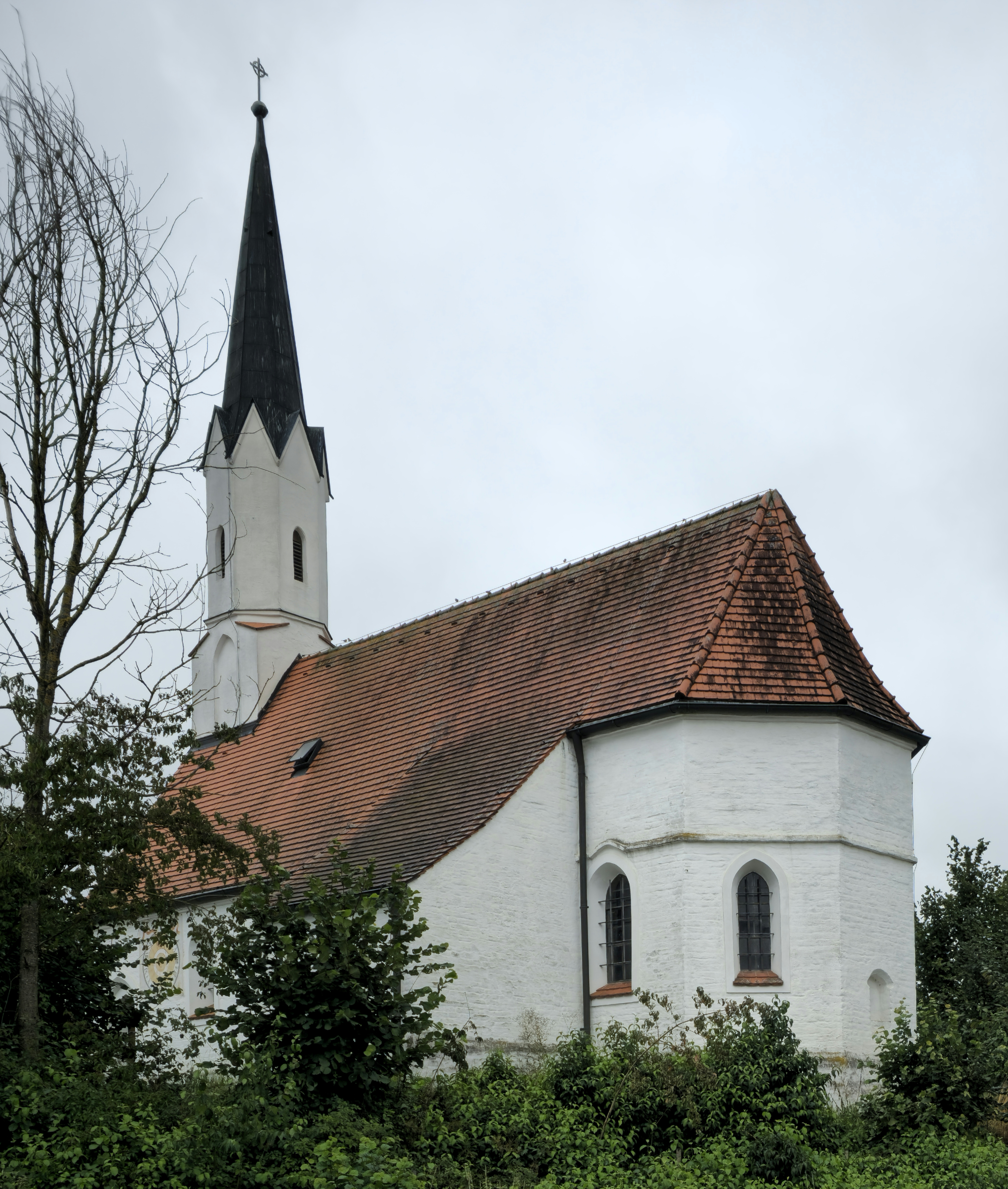
Chor mit zwei Jochen und Schluss in drei Achteckseiten

Die nach Osten ausgerichtete Saalkirche umfasst einen eingezogenen Chor mit zwei Jochen und Schluss in drei Achteckseiten sowie ein Langhaus mit drei Jochen. Charakteristisch ist der einspringende Westturm über quadratischem Grundriss, der etwa auf Firsthöhe in einen neugotischen Achteckaufsatz übergeht. Seit der Renovierung 1874 bildet ein Spitzhelm über acht kleinen Dreiecksgiebeln den oberen Abschluss. Zuvor befand sich an dessen Stelle eine barocke Zwiebelkuppel. Die Sakristei ist südlich am Chor angebaut.
Der verputzte Bau ist bis auf einen breiten Dachfries am Chor sowie die spitzbogigen Fensteröffnungen am Chor und auf der Südseite des Schiffs weitgehend ungegliedert. Zugang zum Kircheninneren bietet das einzige Portal auf der Südseite im westlichen Joch des Langhauses. Das spitzbogige Portal ist innerhalb einer gefasten Spitzbogenblende angeordnet.

### Innenraum

St. Andreas, Innenraum

Im Chor befindet sich ein spätgotisches Netzrippengewölbe, das auf schwachen, gefasten Wandpfeilern und entsprechenden, spitzen Schildbögen ruht. Die einfach gekehlten Rippen entspringen aus spitzen Achteckskonsolen und laufen am Gewölbescheitel auf zwei runde, an der Kante gefaste Schlusssteine zu. Den Übergang zum Schiff vermittelt ein spitzer, beidseits gestufter und gefaster Chorbogen. Das Langhaus und die Sakristei besitzen je eine Flachdecke. Der Zugang vom Chor zur Sakristei ist spitzbogig und doppelt gefast.

## Ausstattung

Altar im neugotischen Chor

Die Ausstattung ist überwiegend neugotisch. Der mit Fialen verzierte Hochaltar wurde 1888 von Carl Kraft aus Freising geschaffen.